# Combinata nordica alla I Universiade invernale
Alla I Universiade invernale venne disputata una sola gara di combinata nordica.

## Podio
| Evento                         | Oro            | Punteggio | Argento        | Punteggio | Bronzo       | Punteggio |
| Trampolino piccolo individuale | Jaromir Nevlud | 457,0     | Albert Larinov | 454,0     | Juri Krestov | 435,0     |

## Risultati
| Pos.    | Atleta               | Nazione          | Punti nel fondo | Punti nel salto | Totale         |        |        |        |
| ------- | -------------------- | ---------------- | --------------- | --------------- | -------------- | ------ | ------ | ------ |
| Pos.    | Atleta               | Nazione          | Oro             | Jaromir Nevlud  | Cecoslovacchia | 233,20 | 224,00 | 457,00 |
| Argento | Albert Larinov       | Unione Sovietica | 229,13          | 225,50          | 454,00         |        |        |        |
| Bronzo  | Juri Krestov         | Unione Sovietica | 233,73          | 201,50          | 435,00         |        |        |        |
| 4       | Stanislaw Lassak     | Polonia          | 240,00          | 188,50          | 428,00         |        |        |        |
| 5       | Hans Kurt Hauswirth  | Svizzera         | 213,13          | 206,50          | 419,00         |        |        |        |
| 6       | Edouard Dubrovski    | Unione Sovietica | 211,71          | 191,50          | 403,00         |        |        |        |
| 7       | Jakob Res            | Jugoslavia       | 231,78          | 140,50          | 372,00         |        |        |        |
| 8       | Axel Thiel           | Germania         | 189,05          | 177,00          | 366,00         |        |        |        |
| 9       | Karl-Friedrich Figge | Germania         | 194,83          | 171,00          | 365,00         |        |        |        |
| 10      | Klaus Ehgartner      | Germania         | 218,50          | 144,50          | 363,00         |        |        |        |
| 11      | Gerhard Stroth       | Germania         | 182,99          | 163,50          | 346,00         |        |        |        |
| 12      | Mathias Steinmann    | Svizzera         | 187,02          | 128,00          | 315,00         |        |        |        |